# Afrixalus
Afrixalus is een geslacht van kikkers uit de familie rietkikkers (Hyperoliidae). De groep werd voor het eerst wetenschappelijk beschreven door Raymond Ferdinand Laurent in 1944.
Er zijn 32 erkende soorten en één soort waarvan de status nog niet helemaal duidelijk is (incertae sedis): Afrixalus quadrivittatus. Alle soorten komen voor in delen van Afrika, ten zuiden van de Sahara. De verschillende soorten leven in bossen, graslanden en savannen.

## Soorten
Geslacht Afrixalus

Incertae sedis: Afrixalus quadrivittatus
- Soort Afrixalus aureus
- Soort Afrixalus clarkei
- Soort Afrixalus crotalus
- Soort Afrixalus delicatus
- Soort Afrixalus dorsalis
- Soort Afrixalus dorsimaculatus
- Soort Afrixalus enseticola
- Soort Afrixalus equatorialis
- Soort Afrixalus fornasini – Stekelige bladvouwkikker
- Soort Afrixalus fulvovittatus
- Soort Afrixalus knysnae
- Soort Afrixalus lacteus
- Soort Afrixalus laevis
- Soort Afrixalus leucostictus
- Soort Afrixalus lindholmi
- Soort Afrixalus morerei
- Soort Afrixalus nigeriensis
- Soort Afrixalus orophilus
- Soort Afrixalus osorioi
- Soort Afrixalus paradorsalis
- Soort Afrixalus quadrivittatus
- Soort Afrixalus schneideri
- Soort Afrixalus spinifrons
- Soort Afrixalus stuhlmanni
- Soort Afrixalus sylvaticus
- Soort Afrixalus uluguruensis
- Soort Afrixalus upembae
- Soort Afrixalus vibekensis
- Soort Afrixalus vittiger
- Soort Afrixalus weidholzi
- Soort Afrixalus wittei

Acanthixalus · 
Afrixalus · 
Alexteroon · 
Arlequinus · 
Callixalus · 
Chrysobatrachus · 
Cryptothylax · 
Heterixalus · 
Hyperolius · 
Kassina · 
Kassinula · 
Morerella · 
Opisthothylax · 
Paracassina · 
Phlyctimantis · 
Semnodactylus · 
Tachycnemis